# Oecetis osteni
Oecetis osteni là một loài Trichoptera trong họ Leptoceridae. Chúng phân bố ở miền Tân bắc.